# Восточный Танджунг-Джабунг
Восточный Танджунг-Джабунг (индон. Tanjung Jabung Timur) — округ в составе провинции Джамби. Административный центр — город Муара-Сабак.

## География
Площадь округа — 5445 км². На западе граничит с округом Западный Танджунг-Джабунг, на юге — с округом Муаро-Джамби, на юго-востоке — с территорией провинции Южная Суматра, на севере и востоке омывается водами Южно-Китайского моря.

## Население
Согласно переписи 2010 года, на территории округа проживало 205 272 человека.

## Административное деление
Территория округа Восточный Танджунг-Джабунг административно подразделяется на 11 районов (kecamatan):
| - Восточный Муара-Сабак - Западный Муара-Сабак - Куала-Джамби - Денданг - Мендахара | - Верхняя Мендахара - Герагай - Рантау-Расау - Бербак - Нипах-Панджанг - Саду |